# Liste des équipes continentales en 2022
Cet article liste les équipes continentales de cyclisme sur route en 2022, reconnues par l'Union cycliste internationale,.

## Liste des équipes

### Équipes africaines
| Équipes continentales africaines | Équipes continentales africaines | Équipes continentales africaines |
| Nom de l'équipe                  | Pays                             | Code                             |
| -------------------------------- | -------------------------------- | -------------------------------- |
| ProTouch                         | Afrique du Sud                   | PRO                              |
| BAI Sicasal Petro de Luanda      | Angola                           | BSP                              |
| Sidi Ali-Unlock Team             | Maroc                            | SUT                              |
| Benediction Ignite               | Rwanda                           | BIG                              |
| May Stars                        | Rwanda                           | MSR                              |

### Équipes américaines
| Équipes continentales américaines                | Équipes continentales américaines | Équipes continentales américaines |
| Nom de l'équipe                                  | Pays                              | Code                              |
| ------------------------------------------------ | --------------------------------- | --------------------------------- |
| Agrupación Virgen de Fátima-San Juan Biker Motos | Argentine                         | AVF                               |
| Chimbas Te Quiero                                | Argentine                         | CTQ                               |
| Electro 3-Gremios por el Deporte                 | Argentine                         | EGD                               |
| Equipo Continental Municipalidad de Pocito       | Argentine                         | EMP                               |
| Equipo Continental San Luis                      | Argentine                         | CSL                               |
| Municipalidad de Rawson                          | Argentine                         | MDR                               |
| Sindicato de Empleados Públicos de San Juan      | Argentine                         | SEP                               |
| Pio Rico Cycling Team                            | Bolivie                           | PRC                               |
| Swift Carbon Pro Cycling Brasil                  | Brésil                            | SCP                               |
| Premier Tech U23 Cycling Project                 | Canada                            | PTU                               |
| Toronto Hustle                                   | Canada                            | TOR                               |
| XSpeed United Continental                        | Canada                            | XSU                               |
| Yoeleo Test Team p/b 4Mind                       | Canada                            | Y4M                               |
| Colombia Tierra De Atletas-GW Shimano            | Colombie                          | CTA                               |
| Electro Hiper Europa-Caldas                      | Colombie                          | EHE                               |
| Team Medellín-EPM                                | Colombie                          | MED                               |
| Movistar-Best PC                                 | Équateur                          | MBP                               |
| Team Banco Guayaquil Ecuador                     | Équateur                          | BGE                               |
| EF Education-Nippo Development Team              | États-Unis                        | EFD                               |
| Hagens Berman Axeon                              | États-Unis                        | HBA                               |
| L39ION of Los Angeles                            | États-Unis                        | LLA                               |
| Team Novo Nordisk Development                    | États-Unis                        | TND                               |
| Team Illuminate                                  | États-Unis                        | ILU                               |
| Wildlife Generation Pro Cycling                  | États-Unis                        | WGC                               |
| Team Skyline                                     | États-Unis                        | TSL                               |
| Panamá es Cultura y Valores                      | Panama                            | PCV                               |
| Massi Vivo-Conecta                               | Paraguay                          | MVC                               |
| Java Kiwi Atlántico                              | Venezuela                         | JAV                               |
| Start Cycling Team                               | Venezuela                         | STF                               |

### Équipes asiatiques
| Équipes continentales asiatiques                  | Équipes continentales asiatiques | Équipes continentales asiatiques |
| Nom de l'équipe                                   | Pays                             | Code                             |
| ------------------------------------------------- | -------------------------------- | -------------------------------- |
| Bahrain Cycling Academy                           | Bahreïn                          | BCA                              |
| China Glory Continental Cycling Team              | Chine                            | CGS                              |
| Giant Cycling Team                                | Chine                            | MSS                              |
| Henan Bodywrap Cycling Team                       | Chine                            | BDR                              |
| Hengxiang Cycling Team                            | Chine                            | HEN                              |
| Li Ning Star                                      | Chine                            | LNS                              |
| Ningxia Sports Lottery Continental Team           | Chine                            | NLC                              |
| Pardus Cycling Team                               | Chine                            | PDS                              |
| Pingtan International Tourism Island Cycling Team | Chine                            | PIT                              |
| Shenzhen Xidesheng Cycling Team                   | Chine                            | XDS                              |
| The Hurricane & Thunder Cycling Team              | Chine                            | THT                              |
| Tianyoude Hotel Cycling Team                      | Chine                            | TYD                              |
| Gapyeong Cycling Team                             | Corée du Sud                     | GPC                              |
| Geumsan Insam Cello                               | Corée du Sud                     | GIC                              |
| Korail Cycling Team                               | Corée du Sud                     | KCT                              |
| KSPO Professional                                 | Corée du Sud                     | KSP                              |
| LX Cycling Team                                   | Corée du Sud                     | LXC                              |
| Seoul Cycling Team                                | Corée du Sud                     | SCT                              |
| Uijeongbu Cycling Team                            | Corée du Sud                     | UCT                              |
| HKSI Pro Cycling Team                             | Hong Kong                        | HKS                              |
| Mula                                              | Indonésie                        | MLA                              |
| Roojai Cycling Team                               | Indonésie                        | RJC                              |
| Arvich Shargh Omidnia                             | Iran                             | ASO                              |
| Azad University Team                              | Iran                             | UAT                              |
| Aisan Racing Team                                 | Japon                            | AIS                              |
| Kinan Racing Team                                 | Japon                            | KIN                              |
| Matrix Powertag                                   | Japon                            | MTR                              |
| Nasu Blasen                                       | Japon                            | NAS                              |
| Shimano Racing                                    | Japon                            | SMN                              |
| Team Bridgestone Cycling                          | Japon                            | BGT                              |
| Team Ukyo                                         | Japon                            | UKO                              |
| Utsunomiya Blitzen                                | Japon                            | BLZ                              |
| Victoire Hiroshima                                | Japon                            | VCH                              |
| Almaty Cycling Team                               | Kazakhstan                       | ALT                              |
| Astana Qazaqstan Development Team                 | Kazakhstan                       | AQD                              |
| Vino SKO Team                                     | Kazakhstan                       | VSM                              |
| Kuwait Pro Cycling Team                           | Koweït                           | KPT                              |
| Sweet Nice Continental                            | Malaisie                         | SNC                              |
| Team Sapura Cycling                               | Malaisie                         | TSC                              |
| Terengganu Polygon Cycling Team                   | Malaisie                         | TSG                              |
| Ferei Mongolia Development Team                   | Mongolie                         | FMD                              |
| Tashkent City Professional Cycling Team           | Ouzbékistan                      | TCM                              |
| 7Eleven Cliqq-Air 21 by Roadbike Philippines      | Philippines                      | 7RP                              |
| Go for Gold Philippines                           | Philippines                      | G4G                              |
| Meiyo CCN Pro Cycling Team                        | Taipei chinois                   | MPC                              |
| Grant Thornton-Bike Zone                          | Thaïlande                        | GTB                              |
| Thailand Continental Cycling Team                 | Thaïlande                        | TCC                              |

### Équipes européennes
| Équipes continentales européennes          | Équipes continentales européennes | Équipes continentales européennes |
| Nom de l'équipe                            | Pays                              | Code                              |
| ------------------------------------------ | --------------------------------- | --------------------------------- |
| Bike Aid                                   | Allemagne                         | BAI                               |
| Maloja Pushbikers                          | Allemagne                         | PBS                               |
| P&S Benotti                                | Allemagne                         | PUS                               |
| Rad-net Rose Team                          | Allemagne                         | RNR                               |
| Santic-Wibatech                            | Allemagne                         | SWT                               |
| Saris Rouvy Sauerland Team                 | Allemagne                         | SVL                               |
| Team Dauner-Akkon                          | Allemagne                         | TDA                               |
| Team Lotto-Kern-Haus                       | Allemagne                         | LKH                               |
| Hrinkow Advarics                           | Autriche                          | HAC                               |
| Team Felbermayr Simplon Wels               | Autriche                          | RSW                               |
| Team Vorarlberg                            | Autriche                          | VBG                               |
| Tirol KTM Cycling Team                     | Autriche                          | TIR                               |
| Union Raiffeisen Radteam Tirol             | Autriche                          | URT                               |
| WSA KTM Graz p/b Leomo                     | Autriche                          | WSA                               |
| Alpecin-Fenix Development Team             | Belgique                          | AFD                               |
| Bingoal Pauwels Sauces Wb Development Team | Belgique                          | WBD                               |
| Elevate p/b Home Solution-Soenens          | Belgique                          | EHS                               |
| Geofco Doltcini Matériel-vélo.com          | Belgique                          | GDM                               |
| Minerva Cycling Team                       | Belgique                          | MCT                               |
| Tarteletto-Isorex                          | Belgique                          | TIS                               |
| CCN Factory Racing                         | Biélorussie                       | CCN                               |
| Minsk Cycling Club                         | Biélorussie                       | MCC                               |
| Meridiana Kamen Team                       | Croatie                           | MKT                               |
| BHS-PL Beton Bornholm                      | Danemark                          | BPC                               |
| Restaurant Suri-Carl Ras                   | Danemark                          | GSH                               |
| Riwal Cycling Team                         | Danemark                          | RIW                               |
| Team ColoQuick                             | Danemark                          | TCQ                               |
| Manuela Fundacion                          | Espagne                           | MAN                               |
| Team Ampler-Tartu2024                      | Estonie                           | TAT                               |
| Go Sport-Roubaix Lille Métropole           | France                            | GRL                               |
| Groupama-FDJ Continental                   | France                            | CGF                               |
| Nice Métropole Côte d'Azur                 | France                            | NMC                               |
| Saint Michel-Auber 93                      | France                            | AUB                               |
| Team U Nantes Atlantique                   | France                            | 194                               |
| Ribble Weldtite Pro Cycling                | Grande-Bretagne                   | RWC                               |
| Saint Piran                                | Grande-Bretagne                   | SPC                               |
| Trinity Racing                             | Grande-Bretagne                   | TRI                               |
| WiV SunGod                                 | Grande-Bretagne                   | RDW                               |
| EvoPro Racing                              | Irlande                           | EVO                               |
| Israel Cycling Academy                     | Israël                            | ICA                               |
| Beltrami TSA-Tre Colli                     | Italie                            | BTC                               |
| Biesse-Carrera                             | Italie                            | BIE                               |
| Carnovali-Rime                             | Italie                            | CAR                               |
| Cycling Team Friuli ASD                    | Italie                            | CTF                               |
| D'Amico UM Tools                           | Italie                            | AZT                               |
| Gallina Ecotek Lucchini                    | Italie                            | GAL                               |
| General Store-Essegibi-F.lli Curia         | Italie                            | GEF                               |
| MG.K Vis Colors For Peace VPM              | Italie                            | MGK                               |
| Team Colpack Ballan                        | Italie                            | CPK                               |
| Team Corratec                              | Italie                            | COR                               |
| Team Qhubeka                               | Italie                            | T4Q                               |
| Work Service-Vitalcare-Dynatek             | Italie                            | IWM                               |
| Zalf Euromobil Fior                        | Italie                            | ZEF                               |
| Kaunas Cycling Team                        | Lituanie                          | KCC                               |
| Voltas Cycling Team                        | Lituanie                          | VCT                               |
| Leopard Pro Cycling                        | Luxembourg                        | LPC                               |
| Team Coop                                  | Norvège                           | TCO                               |
| Uno-X Dare Development Team                | Norvège                           | UDT                               |
| À Bloc CT                                  | Pays-Bas                          | ABC                               |
| Allinq Continental Cyclingteam             | Pays-Bas                          | ALQ                               |
| BEAT Cycling                               | Pays-Bas                          | BCY                               |
| Development Team DSM                       | Pays-Bas                          | DDS                               |
| Jumbo-Visma Development Team               | Pays-Bas                          | JVD                               |
| Metec-Solarwatt p/b Mantel                 | Pays-Bas                          | MET                               |
| Volkerwessels Cycling Team                 | Pays-Bas                          | VWE                               |
| HRE Mazowsze Serce Polski                  | Pologne                           | MSP                               |
| Voster ATS Team                            | Pologne                           | VOS                               |
| ABTF Betão-Feirense                        | Portugal                          | CDF                               |
| Atum General-Tavira-Maria Nova Hotel       | Portugal                          | ATM                               |
| Aviludo-Louletano-Loulé Concelho           | Portugal                          | ALL                               |
| Efapel Cycling                             | Portugal                          | EFL                               |
| Glassdrive-Q8-Anicolor                     | Portugal                          | GCT                               |
| Kelly-Simoldes-UDO                         | Portugal                          | KSU                               |
| LA Alumínios-Credibom-Marcos Car           | Portugal                          | LAA                               |
| Radio Popular-Paredes-Boavista             | Portugal                          | RPB                               |
| Tavfer-Mortágua-Ovos Matinados             | Portugal                          | TAV                               |
| W52-FC Porto                               | Portugal                          | W52                               |
| Giotti Victoria Savini Due                 | Roumanie                          | GTS                               |
| Mentorise Elite Team CFX                   | Roumanie                          | MEN                               |
| Team Novak                                 | Roumanie                          | TNV                               |
| Vozrozhdenie                               | Russie                            | VZR                               |
| Ferei-CCN Metalac                          | Serbie                            | FCM                               |
| Dukla Banská Bystrica                      | Slovaquie                         | DKB                               |
| Adria Mobil                                | Slovénie                          | ADR                               |
| Cycling Team Kranj                         | Slovénie                          | CTK                               |
| Ljubljana Gusto Santic                     | Slovénie                          | LGS                               |
| Motala AIF Serneke Allebike                | Suède                             | MSA                               |
| Tudor Pro Cycling                          | Suisse                            | SRA                               |
| AC Sparta Praha                            | Tchéquie                          | ACS                               |
| ATT Investments                            | Tchéquie                          | ATT                               |
| Elkov-Kasper                               | Tchéquie                          | EKA                               |
| Tufo-Pardus Prostějov                      | Tchéquie                          | SKC                               |
| Sakarya BB Pro Team                        | Turquie                           | SBB                               |
| Spor Toto Cycling Team                     | Turquie                           | STC                               |
| Eurocar GS Cycling Team                    | Ukraine                           | EGS                               |

### Équipes océaniennes
| Équipes continentales océaniennes       | Équipes continentales océaniennes | Équipes continentales océaniennes |
| Nom de l'équipe                         | Pays                              | Code                              |
| --------------------------------------- | --------------------------------- | --------------------------------- |
| ARA Pro Racing Sunshine Coast           | Australie                         | ACA                               |
| Nero Continental                        | Australie                         | NER                               |
| St George Continental Cycling Team      | Australie                         | STG                               |
| Team BridgeLane                         | Australie                         | BLN                               |
| EuroCyclingTrips Pro Cycling            | Guam                              | ECT                               |
| Bolton Equities Black Spoke Pro Cycling | Nouvelle-Zélande                  | BEB                               |
| Global 6 Cycling                        | Nouvelle-Zélande                  | GLC                               |
| MitoQ-NZ Cycling Project                | Nouvelle-Zélande                  | NZP                               |